# Flaibano
Das Gemeindegebiet von Flaibano liegt in der Venezianischen Tiefebene nahe dem Tagliamento in der Region Friaul-Julisch Venetien.
Die Gemeinde hat 1086 Einwohner (Stand 31. Dezember 2023) und grenzt an die Gemeinden Coseano, Dignano, San Giorgio della Richinvelda, Sedegliano und Spilimbergo. 